# Шон Іді
Шон Іді (англ. Sean Eadie, 15 квітня 1969) — австралійський велогонщик.
Бронзовий призер Олімпійських Ігор 2000 року в командному спринті, учасник 2004 року.
Переможець Ігор Співдружності 2002 року в командному спринті, срібний призер 2002 (спринт), 1998 (спринт) років.
Чемпіон світу з трекових велоперегонів 2002 року в спринті, срібний призер 2001, 2002 років у командному спринті, бронзовий призер 1997 року в командному спринті.